# NGC 5728
NGC 5728 é uma galáxia espiral (Sab) localizada na direcção da constelação de Libra. Possui uma declinação de -17° 15' 08" e uma ascensão recta de 14 horas, 42 minutos e 24,0 segundos.
A galáxia NGC 5728 foi descoberta em 7 de Maio de 1787 por William Herschel.